# 레테 4

레테 4(이탈리아어: Rete 4)는 이탈리아의 메디아셋 산하에 있는 텔레비전 채널이다.